# 扬·乌尔里希

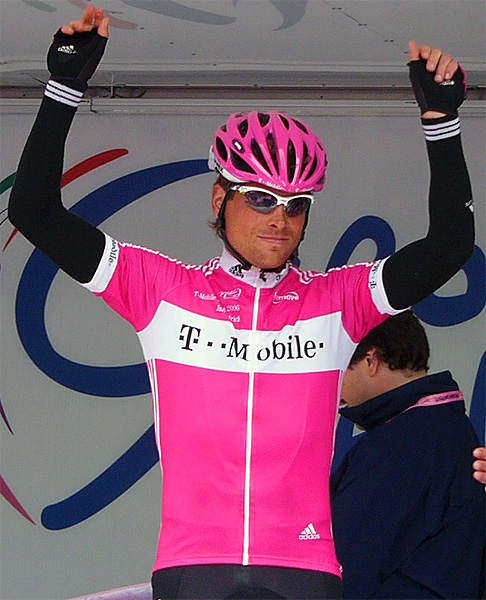
扬·乌尔里希 (2006年)

扬·乌尔里希（德語：Jan Ullrich，1973年12月2日—），出生于民主德国罗斯托克，是一名已经退役的德国职业自行车运动员。
1997年他获得环法自行车赛的冠军，此外他还五次获得环法自行车赛的亚军、一次季军和一次第四名。他还获得过公路自行车业余世界冠军、两次计时赛世界冠军和2000年夏季奥林匹克运动会公路自行车冠军。
2006年初，西班牙警方发动港口行动，突袭搜查境内的运动员禁药组织。6月30日，环法比赛前一日，西班牙警方公布了一份58人的涉嫌车手名单，环法于赛事方当日即取消了这批人的参赛资格，乌尔里希亦在其中，而其本人矢口否认使用禁药。次月他被T-Mobile车队解约。2007年2月26日，扬·乌尔里希宣布退役。
2007年4月，德国检方将乌尔里希的唾液样本和西班牙警方查获的血液样本进行DNA比照发现吻合。2012年2月，國際體育仲裁院裁定他服用禁藥，並宣判取消他於2005年5月起的比賽成績，其中包括2005年環法。2013年，他在接受《焦点》杂志采访时首次承认使用禁药，并表示他那个时代几乎所有车手都在使用禁药，他这么做只是为了能和别人站在同一起跑线上。
另外，由於國際自由車總會宣布，不會遞補因為褫奪藍斯·阿姆斯壯七個環法自行車賽頭銜而造成的空缺，因此他也無緣遞補到2000、2001、2003年的環法冠軍，儘管當時成績UCI承認。

## 特征
乌尔里希是他同代的长途自行车运动员中最好的之一。在长途赛程中他持久的高效率是他的特点之一。他的特长项目是计时赛，在计时赛中他经常能够保持他的成绩。他是强力运动员的代表，尤其他有力的脚踏非常明显。他能够长期保持稳定的强度。虽然他健壮的躯体使得他不适宜山路，但是在山路上他依然能够与最强的运动员相比。

## 体育生涯

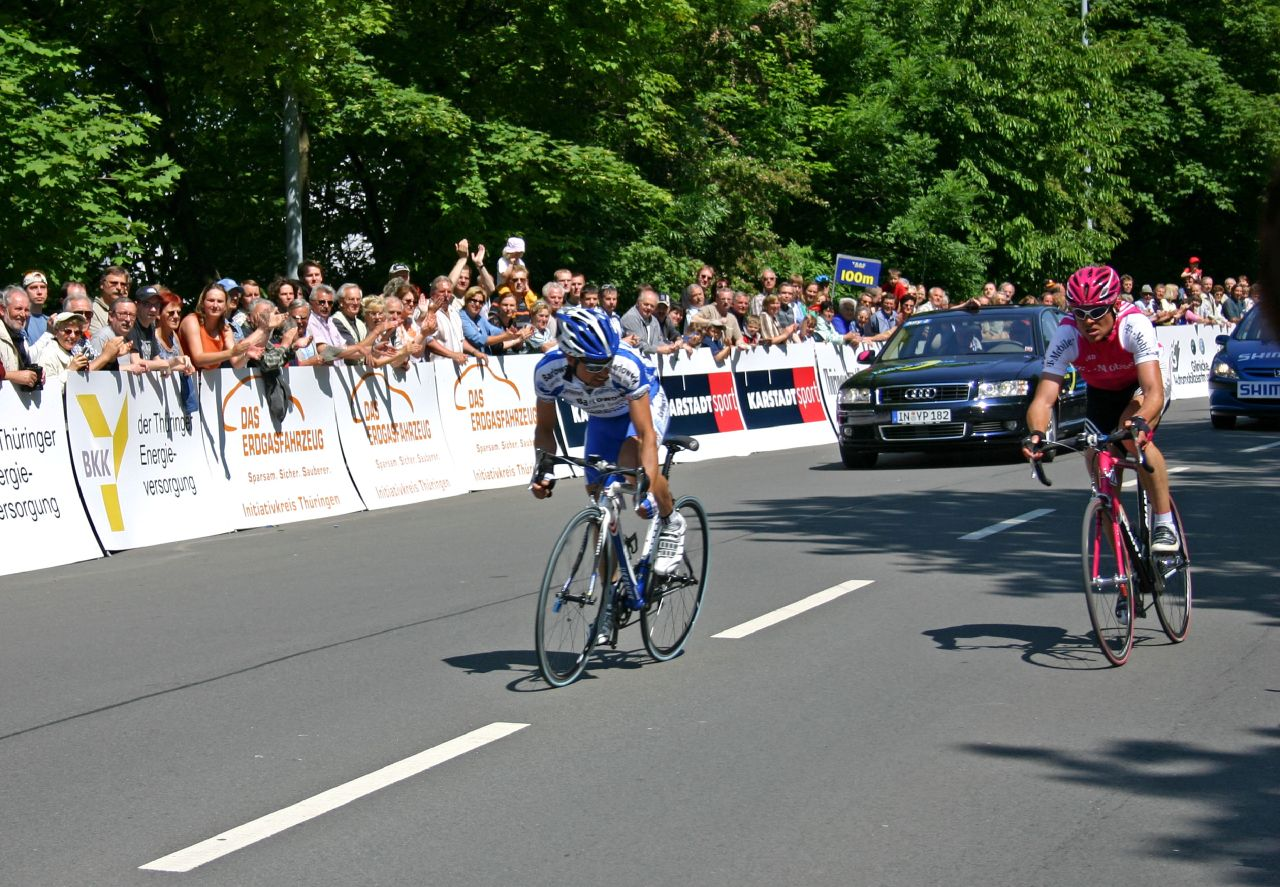
2004年扬·乌尔里希（右）在埃尔福特

### 早年
早在童年时期扬·乌尔里希就已经接触自行车运动。九岁时他赢得了他的第一次学校比赛冠军，1983年他用一辆借来的车，穿着跑鞋，为他的俱乐部罗斯多克发电机赢得了第一次冠军。1985年他在瓦尔讷明德的一次比赛中又获得冠军。他获得民主德国体育培育的训练，1986年他13岁时获得民主德国青少年运动会冠军，进入柏林发电机体育俱乐部的青少年体育学校。
1987年乌尔里希赢得民主德国学生冠军，1988年民主德国青年公路自行车赛，1990年民主德国青年冠军。两德合并后他随他的教练迁居到汉堡。1993年19岁的乌尔里希在奥斯陆赢得业余公路冠军。一年后他在首次对职业和业余运动员开放的计时世界冠军赛上获得第三名。这次比赛后他与签订合同，他与他的女友迁往南巴登。

### 1996年至1999年

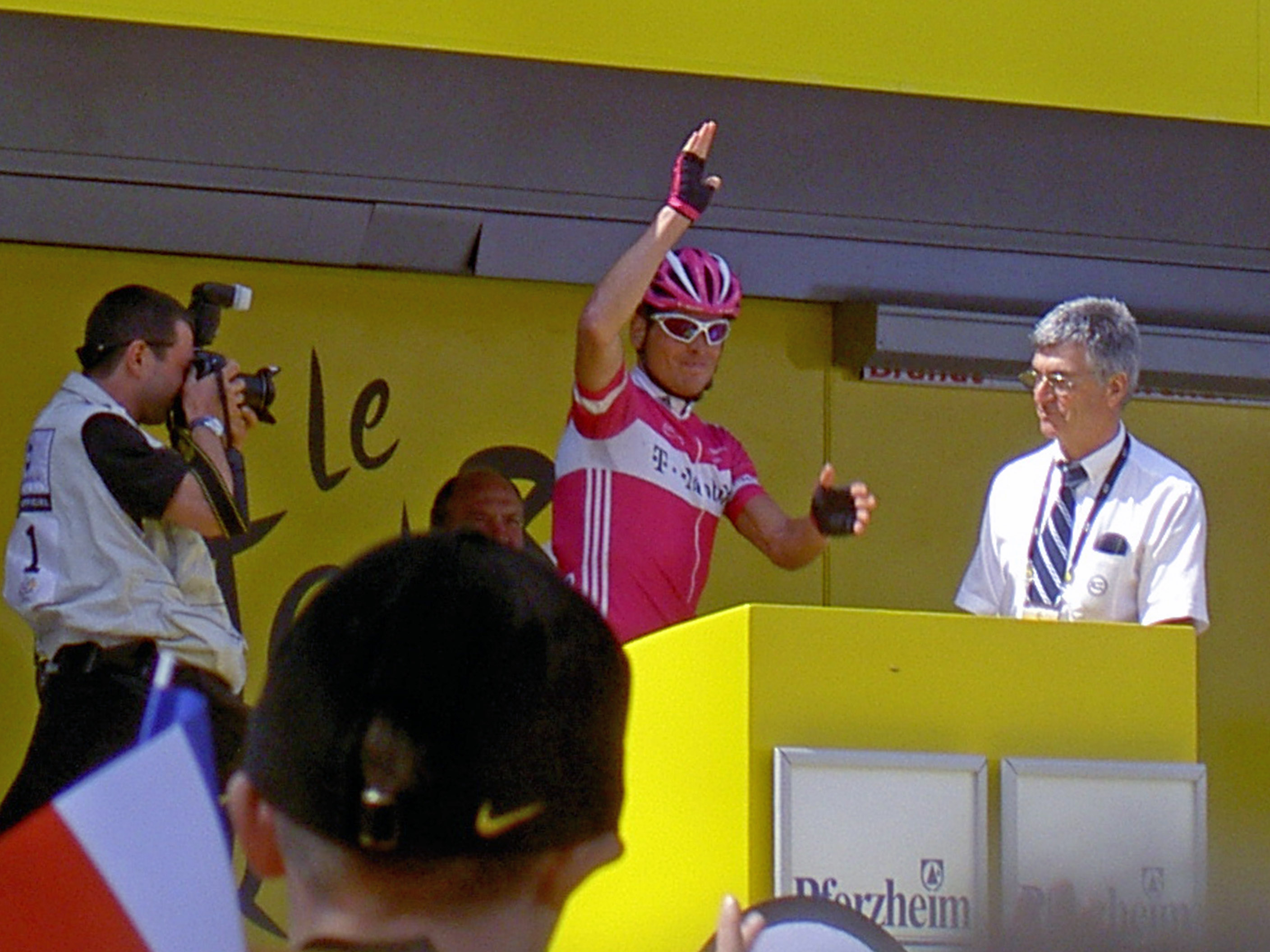
2005年环法自行车赛

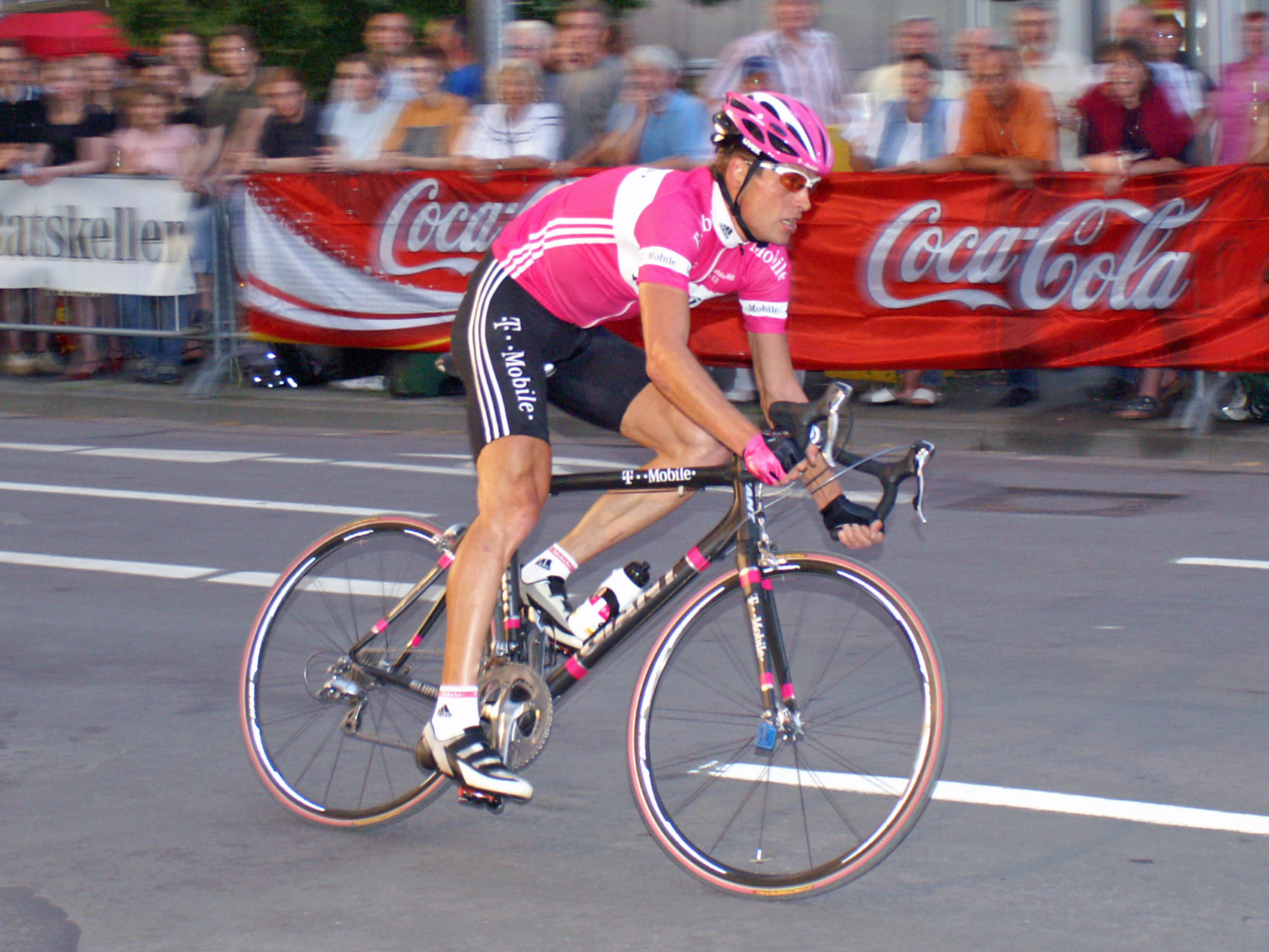
2005年汉诺威之夜

1996年乌尔里希首次参加环法自行车赛，他在最后一次计时赛上获得了阶段第一名，此外他在他的丹麦队员比亚尼·里斯后获得大赛的第二名。2007年5月里斯承认“在1996年通过使用被禁止的药品”获得了大赛的冠军。扬·乌尔里希也受责当时使用了非法药品，但是他本人否认。他的批评者认为他的否认不可信，因为在富恩特斯的毒品丑闻中实际上他已经被证实使用了非法药品，但是依然否认。
1997年乌尔里希又以队长里斯的助手的角色参加环法自行车赛。在比利牛斯山上他赢得了一次山路阶段第一名，在到达安道尔时首次穿上了第一名的黄运动服。在德国次举引起了一阵“环法自行车赛狂”，法国体育杂志《隊報》发表《来了，大师》（Voilà le Patron）为题头条新闻，将他列入自行车运动中的首列，意大利报纸《米兰体育报》次日在首版上称《乌尔里希，皇帝》（Ullrich il Kaiser），至今为止乌尔里希在意大利有这个绰号。此后他再次赢得了一个阶段。最后成为首位赢得环法自行车赛的德国人，当时他23岁，也是赢得环法自行车赛最年轻的人。
他的成就使得他在德国在极短的时间内就成为最受欢迎的运动员。1997年他被选为德国体育先生。但是在次年他未能满足对他寄托的希望。
1998年乌尔里希在春天相当弱，力量不足，体重过高，生病和受伤。但是在1998年的环法自行车赛上他获得了第二名，马可·潘塔尼获第一名，乌尔里希赢得了三次阶段赛。一年后他由于在环德自行车赛中跌跤未能参加环法赛。但是在年末他赢得了环西班牙自行车赛的冠军和计时赛世界冠军。

### 2000年至2003年
2000年乌尔里希在环法自行车赛上首次与兰斯·阿姆斯特朗交锋结果败在阿姆斯特朗下，获第二名。环法赛数星期后他在悉尼的夏季奥林匹克运动会上获得公路赛冠军和计时赛亚军，均领先于阿姆斯特朗。获得这些成就后乌尔里希成为第一个在世界自行车排榜中列第一名的德国人。
2001年乌尔里希在环法自行车赛上又一次败在阿姆斯特朗手下获亚军。同年秋他再次获计时赛世界冠军。
2002年他搬到博登湖对岸的瑞士。他和他的教练鲁迪·佩夫纳奇一起转到德国车队。但是2003年春这个车队的经济困难，两次被国际自行车联合会取消。最后佩夫纳奇说服意大利自行车制造商比安奇接受这支车队。
在环德赛和环瑞士自行车赛上乌尔里希均获得了好成绩。随后他第六次参加环法赛。一开始他由于食物中毒成绩不佳，但是在山地阶段中能够逐渐赶上。
2003年7月18日他赢得了第12阶段的第一名，比阿姆斯特朗快一分半钟多，这是他1998年来第一次再次在环法赛上赢得阶段第一名。直到最后他始终有希望获得第一，但是最后还是阿姆斯特朗赢了，第五次成为冠军。尽管乌尔里希在计时赛上摔倒，但是最后他还是第五次获得了亚军，比阿姆斯特朗满了1分01秒。
在环法赛中阿姆斯特朗有一次摔车，乌尔里希没有利用这个机会，而是放慢他的速度，一直等阿姆斯特朗赶上后才加速。因此他被德国奥林匹克协会授予公平竞争奖牌。
2003年12月乌尔里希再次被德国体育记者选为德国体育先生。

### 2004年
2004年乌尔里希又与签署了合同。在环德自行车赛中他在第一段获得第二名，在山路段上他列前列。六月中他第八次参加环瑞士自行车赛并第一次夺冠。在这次比赛中他在第一段和最后一段的计时赛中也获得第一名。
2004年7月3日乌尔里希从比利时列日出发参加环法自行车赛，但是在首段就比阿姆斯特朗落后了15秒钟。在比利牛斯山的两段乌尔里希因为感冒又落后了五分钟，因此完全丧失了夺冠的希望。虽然在最后一周里他在阿尔卑斯山的阶段里奋发，在剩下的两次计时赛中仅败给阿姆斯特朗，但是最后他只得了第四名。这是他到当时为止在环法自行车赛中最低的成绩。
在雅典的奥林匹克夏季运动会上他未能保持其冠军地位。保罗·贝蒂尼夺冠。在计时赛中乌尔里希仅获第七名。

### 2005年
2005年春乌尔里希与其女友分手。在环瑞士自行车赛上他得第三名。
在环法自行车赛开始时阿姆斯特朗宣布此后将退役，因此这是乌尔里希最后一次赶上阿姆斯特朗的机会，但是最后他只得了第三名。阿姆斯特朗和伊万·巴索分别获得了第一和第二名。在最后一段的55千米计时赛上乌尔里希比阿姆斯特朗只慢了23秒钟。因此最后他认为这次比赛对他来说还是很成功的。

### 2006年
2005年11月1日乌尔里希开始准备2006年的赛季，他的目标是再次赢得环法自行车赛。由于膝盖又出毛病他在2006年参加的第一次比赛是环罗曼地自行车赛。
此后乌尔里希参加环意自行车赛。在第11阶段上他赢得了一个50多千米的计时赛，在第19阶段上他因为背痛放弃。随后他参加环瑞士赛，在最后去伯尔尼的阶段上他赢得第一名，由此也赢得了整个比赛。
2006年6月26日，环法赛五天前又出现了滥用兴奋剂的事件，西班牙报纸《国家报》称乌尔里希也有牵连。赛事组织机构与会晤讨论这个指责后宣布没有该指责没有任何依据。但是6月30日清晨乌尔里希看到了警方的文献后赛队的领导决定不让他参加环法赛。

### 2007年
2007年2月26日扬·乌尔里希在一次记者招待会上宣布退役。此后他打算作为一个奥地利车队的顾问、代表和广告人。但是由于针对乌尔里希牵涉到兴奋剂中的迹象越来越强，该车队决定暂时不雇用乌尔里希。

#### 兴奋剂丑闻
乌尔里希始终否认在兴奋剂丑闻中有任何牵涉。但是西班牙司法机关提出的文献使得的领导机构不得不怀疑他的否认是否可信。但是至今为止没有迹象说明乌尔里希与富恩特斯碰过头。此外西班牙司法机关称有使用非法生长激素的迹象。但是所有这些指责至今为止均没有发表，也没有投诉。
2006年7月20日的主持公司宣布解除乌尔里希的条约，因为乌尔里希未能证明他无罪。乌尔里希的律师则称按照合同乌尔里希没有这个义务。
当时乌尔里希在他的网站上宣布他将继续他的生涯，并参加2007年的环法自行车赛。他当时说假如他获胜的话他将退役。环西班牙自行车赛的决定不让乌尔里希参加2006年的比赛。
8月末乌尔里希接受了车队的解雇，原因是他的经理说的一句话。他的经理说即使他的车队把解雇收回的话乌尔里希也不会再为他的车队骑车。但是按照合同假如他不骑车的话他没有要求薪水的原因。
2006年10月乌尔里希退出瑞士自行车协会，但是这并不能使他避免在瑞士的法律后果。乌尔里希询问是否能够加入奥地利自行车协会，但是奥地利协会在其记者招待会上称他们“在乌尔里希这件事上不需要其它挑战和任务”，此外“奥地利自行车协会没有对乌尔里希提出任何邀请或者请求，在奥地利获得允许或者住址。”
2007年4月3日证明在富恩特斯的实验室里找到的存血通过基因分析确定是乌尔里希的。波恩的检查院继续在调查乌尔里希是否“说谎，为他过去的雇主造成损失”。至今检查院还没有投诉，也没有说明投诉的时间。由于过去的有许多职业运动员承认使用兴奋剂，国际奥林匹克委员会于2007年5月决定设立一个惩罚委员会。该委员会的任务在于调查过去奥林匹克运动会上的兴奋剂使用。因此有可能乌尔里希会丧失他2000年在悉尼获得的金牌。

#### 与德国第一台的专门合同
2006年9月5日《南德意志报》报道说乌尔里希与德國公共廣播聯盟有一专一合同。这个合同从1999年开始就设立了，乌尔里希参加德国公共广播联盟的节目和采访，为此乌尔里希获得报酬。最后乌尔里希每年获得19.5万欧元，加上其它奖金等。比如每个比赛阶段第一他可以获得两万欧元，比赛第一甚至可以获得6.5万欧元。
2002年乌尔里希因为化验兴奋剂正性而被封禁后德国公共广播联盟解除了这个合同。但是2003年1月1日就又达成了一个新合同。2006年由于乌尔里希涉嫌参与富恩特斯兴奋剂丑闻这个合同也被解除。

## 公众意见
在他活跃期间公众对扬·乌尔里希的机会、能力和训练程度始终非常关心。也有许多人批评他在做赛季准备的时候不像阿姆斯特朗那么坚强和仔细。

## 个人
乌尔里希与他前女友有一女儿，2003年出生。2006年9月他结婚，与他夫人有一儿子，2007年8月出生。